# Buurtschap Crailo
Het project Buurtschap Crailo is een gebied en buurtschap in ontwikkeling, gelegen op en aan het raakpunt van de gemeenten Gooise Meren (Bussum), Hilversum en Laren in de provincie Noord-Holland. De projectnaam is ontleend aan de vroegere, hier gelegen legerplaats Crailo, waar gedurende vele decennia een kazerne met militair oefenterrein en later tevens een asielzoekerscentrum waren gevestigd. 
Het plangebied ligt ten westen van het verkeersknooppunt Crailo aan de A1. Noordwestelijk wordt het gebied voor een klein gedeelte begrensd door de woonwijk Oostereng, gelegen in Bussum-Zuid; westelijk door de Bussummerheide, en oostelijk door de snelweg. In het zuidoosten grenst het aan de Natuurbrug Laarderhoogt. Het bijzondere van het project bestaat mede uit de samenwerking van de drie betrokken gemeenten en de stichting Goois Natuurreservaat als stakeholders.
Het totale defensieterrein had een oppervlakte van ca. 45 ha en was nagenoeg volledig in eigendom bij het rijk. Het is in 2007 aangekocht door de Provincie Noord-Holland en werd vervolgens in 2017 door de drie betrokken gemeentes gekocht om als projectterrein gecoördineerd en integraal ontwikkeld te worden tot een duurzame, natuurbehoudende en autoluwe woon- en werkwijk. Het geheel zal stapsgewijs vanaf medio 2024 gereed moeten komen.

## Gebed zonder End

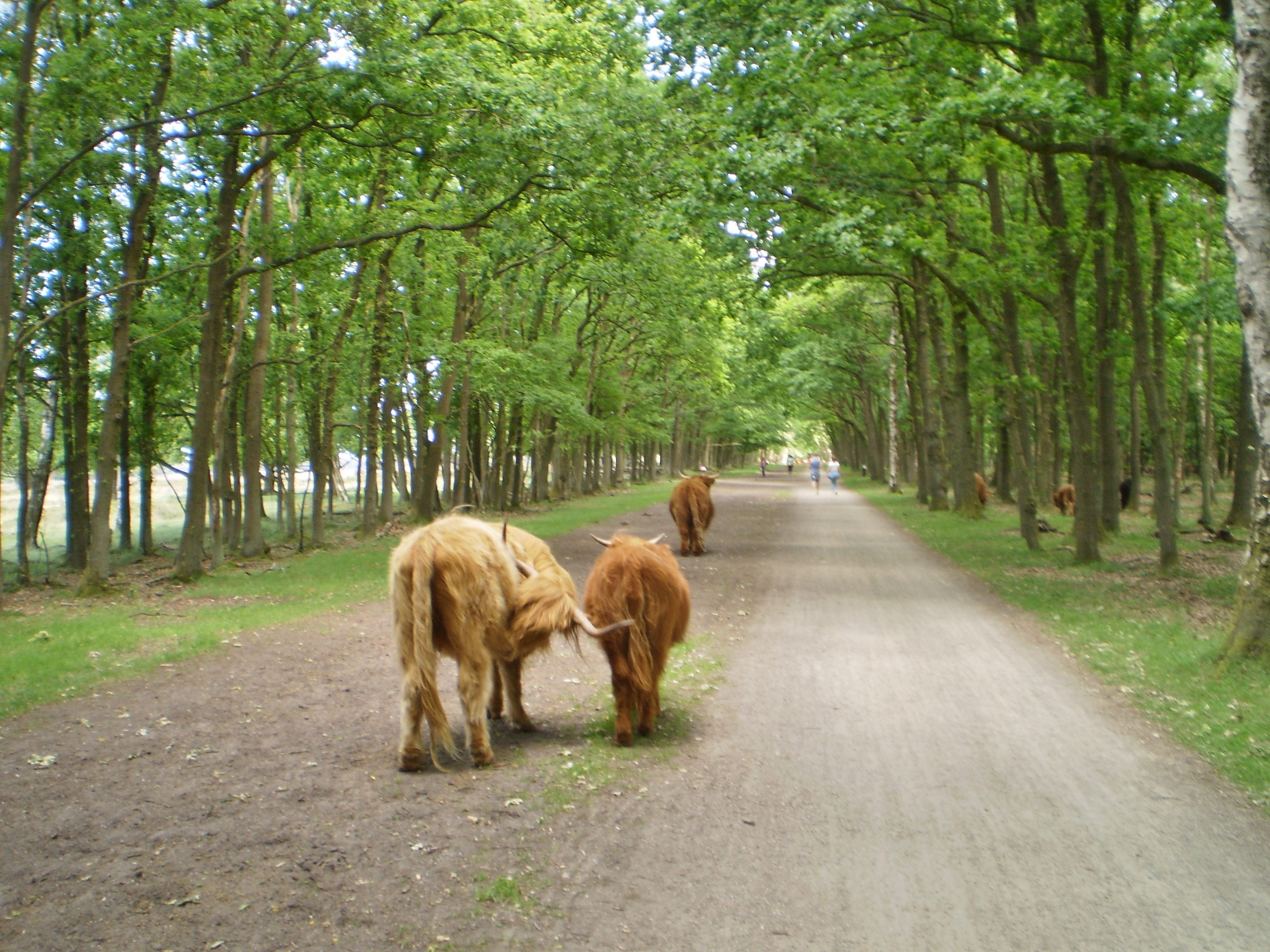
Gebed zonder End, richting verkeersknooppunt Crailo

Het plangebied wordt doorsneden door de al van rond 1840 daterende, met eikenbomen omzoomde, onverharde laan, de Nieuwe Crailoseweg, ook wel aangeduid als het Gebed zonder End. Deze bijna vier km. lange, kaarsrechte weg begint hier bij de voormalige legerplaats en doet dat ook in het plangebied. Zij loopt van daaruit langs de Bussummerheide tot aan de bebouwde kom van Hilversum. De weg voerde oorspronkelijk van de voormalige zanderij Crailoo (bij de natuurbrug Zanderij Crailoo) naar een zeventiende-eeuws landgoed bij Huizen, eveneens Crailo genaamd en de oorspronkelijke naamgever van alle gebiedsdelen met dezelfde naam in het Gooi en zelfs in Noord-Amerika (Fort Crailo in de staat New York). Aan de Hilversumse kant was er een hoger gelegen zandrug. Daar werd in 1843 een zanderij gevestigd, die de grootste zandgroeve van het Gooi zou worden, en pas in 1971 gesloten werd.
Deze Nieuwe Crailoseweg weg vormt de scheiding tussen de Bussummerheide (aan de rechterkant) en de Westerheide (aan de linkerkant). Tezamen vormen beide heides het grootste heidegebied van het Gooi, visueel ook van elkaar gescheiden door de hier aangelegde 'eikensingel'. De weg zou volgens eermalige plannen ook benut kunnen worden om de heidevelden te ontginnen en te bebossen ten behoeve van houtproductie, en tevens als landschapverfraaiing met het oog op toerisme. Daartoe was in 1837 door de Hilversumse notaris Albertus Perk en de Amsterdamse rechter en parlementariër jhr. mr. Cornelis Backer te Laren een 'Maatschappij ter bevordering van de cultuur in Gooiland' opgericht. De onderneming moest ook werk bieden aan de vele werkelozen in Het Gooi, die daar dan bij konden worden ingezet. Verder dan de omzoming van de onverharde laan is het echter nooit gekomen.

Deze belangrijke recreatieve route voor langzaam verkeer heeft behalve een praktische en landschappelijke, ook een historische waarde. Zij zal ook binnen het plangebied behouden blijven.

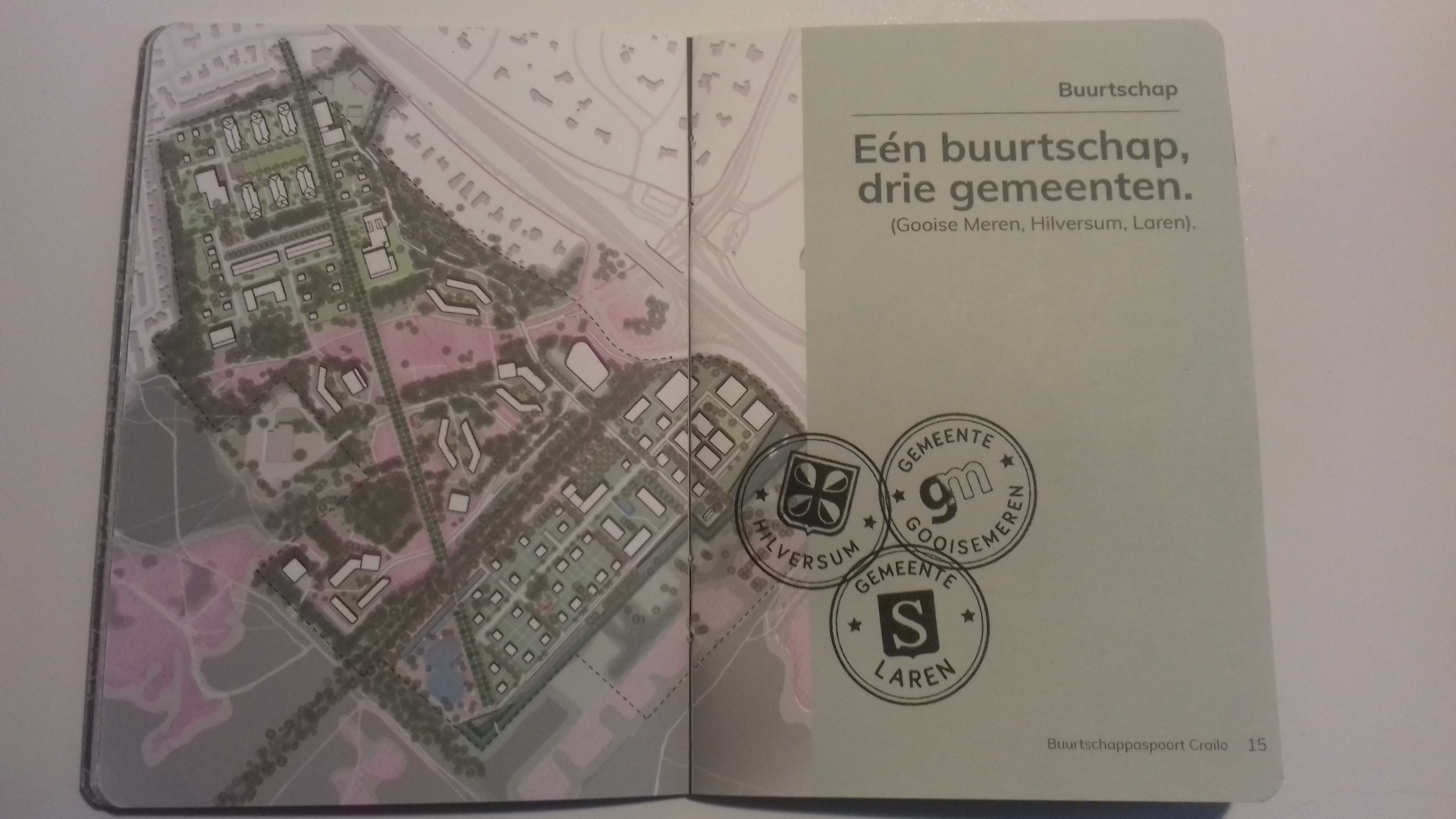
Buurtschappaspoort Crailo

## Opdeling
De buurtschap wordt als planologisch plangebied door de drie aanliggende gemeenten gemeenschappelijk herontwikkeld en zal uit drie delen bestaan:
- het Kazernekwartier (Bussum-Zuid#Oostereng)
- het centrale gebied Op de Hei (Hilversum), aansluitend op de open Bussummerheide
- Op Zuid (Laren), grenzend aan de bossen van het Goois Natuurreservaat.

Het landschappelijk raamwerk zorgt voor de samenhang. Het plan voorziet in 590 woningen (verdeeld over huur en koopwoningen) en ca. 5 ha. bedrijven en maatschappelijke voorzieningen. Deze laatste komen in de 'Spiegelhorst', het al bestaande, grootste gebouw op het noordelijk deel van het terrein. De helft van het totaalgebied van 41 hectare, wordt bestaande en nieuwe natuur.

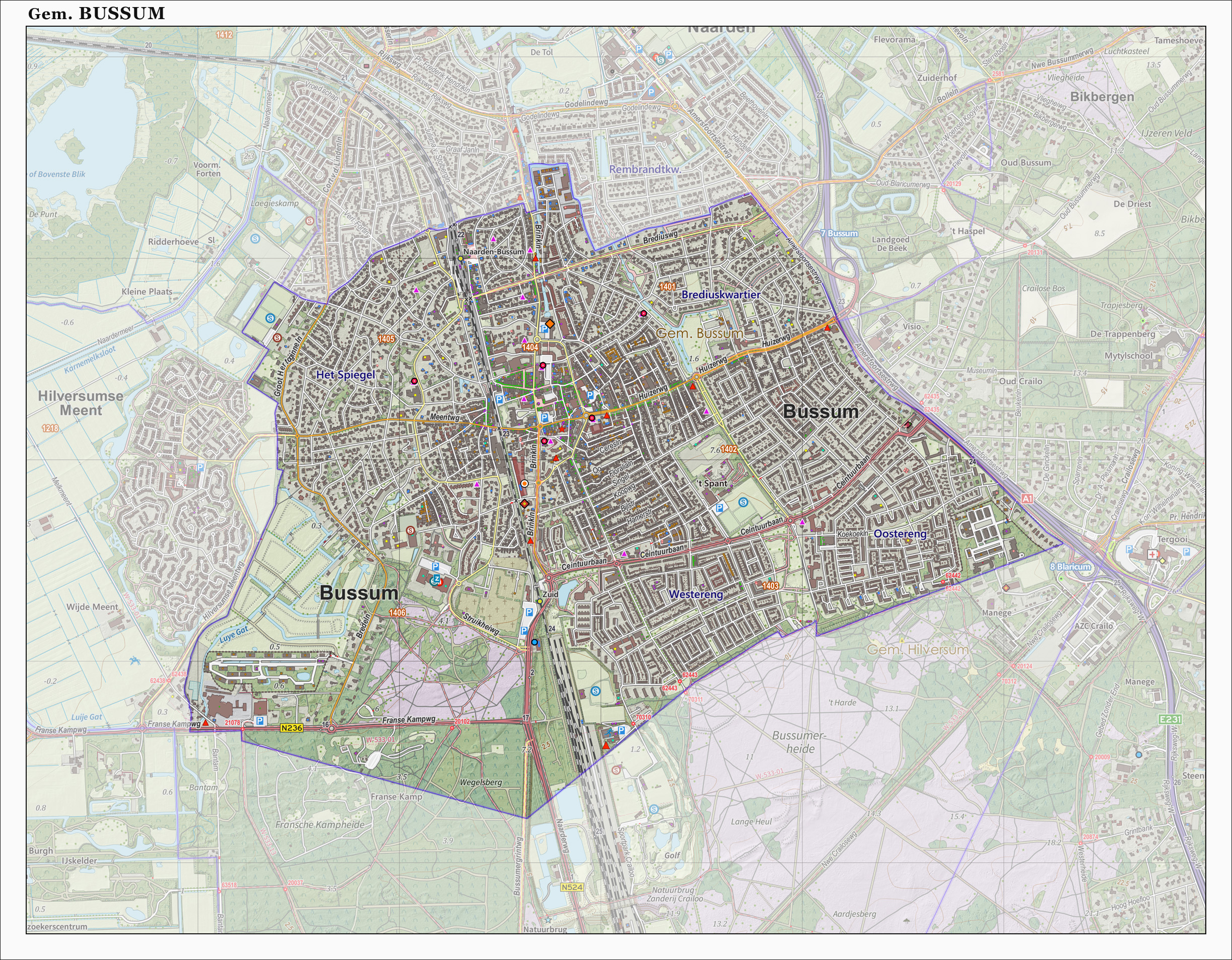
Situering van het plangebied op (1) het voormalig kazerneterrein aan de zuidoostpunt van Bussum, (2) het oefenterrein aan de Nieuwe Crailoseweg (Hilversum) en (3) het AZC Crailo (grotendeels gemeente Laren)

## Voorgeschiedenis
De naam Crailo wordt in deze hoek van het Gooi voor meerdere plekken als naam gebruikt, ook als Crailoo. De oud-Burgemeester van Huizen en Bussum Pieter Langerhuizen Lzn., bewoner van het Landhuis Oud-Crailoo en zo ook de eerste projectontwikkelaar in deze buurt, gebruikte rond 1902 de naam voor de ontwikkeling van de toenmalige gronden in de uiterste zuidoostelijke hoek van de gemeente Bussum, de 'Maatschappij tot Exploitatie van Bouwterreinen «Crailoo»'. Van deze plannen zijn slechts enkele huizen verwezenlijkt aan de Amersfoortse straatweg.

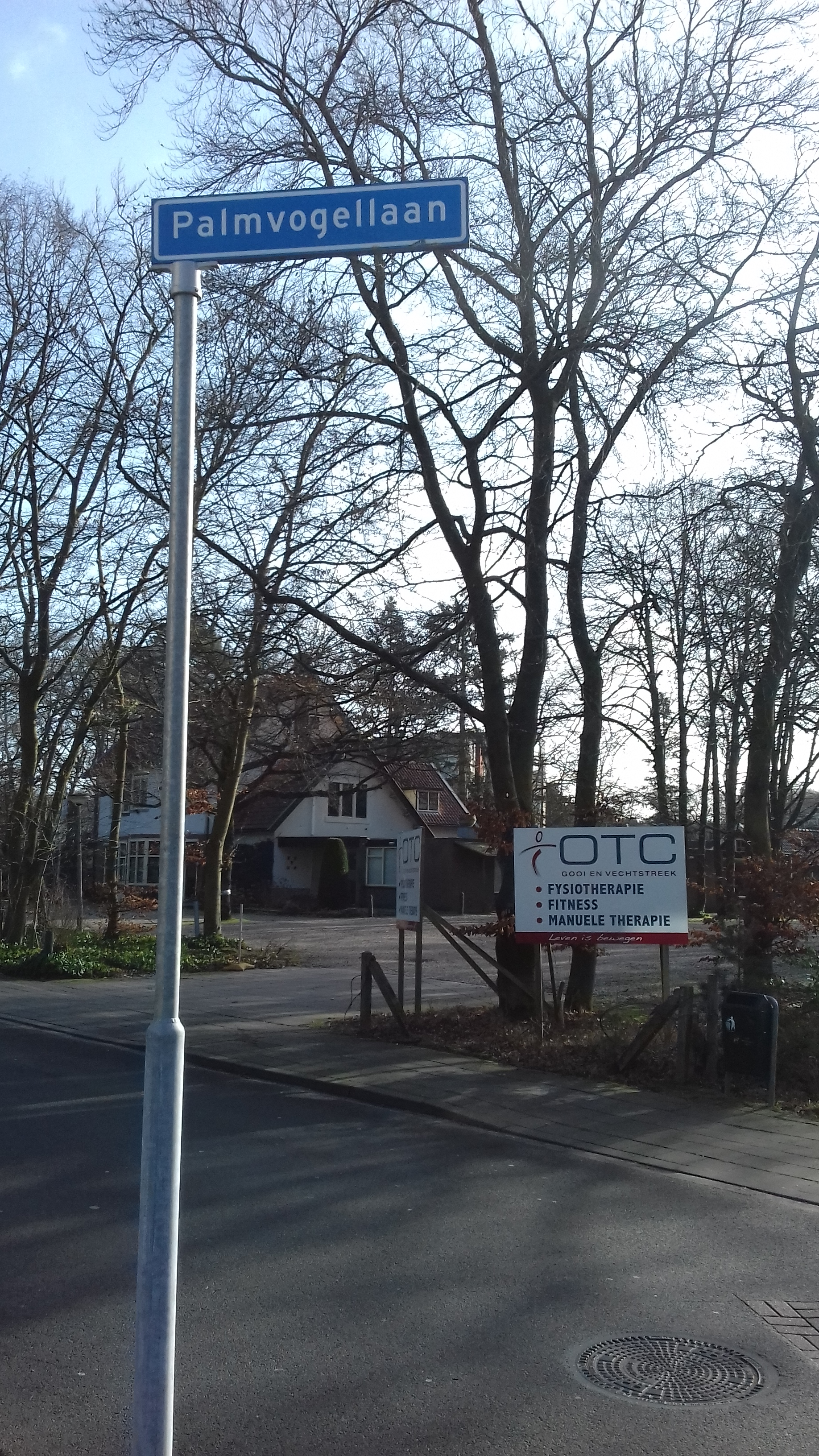
Palmvogellaan, Bussum

## Realisatie
De gemeenten Hilversum, Gooise Meren, Laren en Blaricum en de stichting Goois Natuurreservaat hebben voor het gebied een ontwikkelingsplan opgesteld. Het gaat uit van een combinatie van woon-, werk- en natuurbestemmingen. De woon- en werkgebieden zullen door "groene buffers" aan het oog worden onttrokken. Op 7 juli 2021 hebben de drie gemeenteraden van Gooise Meren, Hilversum en Laren unaniem akkoord gegeven voor het bestemmingsplan buurtschap Crailo. Begin 2022 is door het projectbureau Crailo de voorselectie voor de gronduitgifte gestart voor deelplan Kazernekwartier, waar nog de huidige Kolonel Palmkazerne aanwezig is. In het oudste gedeelte zal getracht worden de authentieke kazernegebouwen zoveel mogelijk in hun huidige vorm en bouwdetails te behouden, wel echter met renovatie aan de binnenkant.
De bedoeling was dat er in de loop van 2022 een start gemaakt zou worden met de herinrichting en bebouwing van het eerste gedeelte van het bouwplan. In 2021 werd er al gestart met het slopen van enkele gebouwen. In april 2022 werd er door Stichting Natuur en Landschap Het Gooi opnieuw geëist om de voorbereidende werkzaamheden voor woningbouw op Crailo stil te leggen. In een uitspraak gedaan door de Raad van State is dit verzoek afgewezen
Nadat in hoger beroep het verzoek definitief verworpen was, waren er geen belemmeringen meer om het project te starten.De verwachting is dat de eerste nieuwe bewoners in 2026 hier komen te wonen.
Op 9 november 2024 werd gestart met de verbouw van de voormalige legeringsgebouwen van de voormalige Kolonel Palmkazerne, in het zogeheten Kazernekwartier.

## Varia
- Begin 2024 werden door de drie colleges van de gemeenten Gooise Meren, Hilversum en Laren nieuwe straatnamen toegewezen voor de buurtschap. Deze namen hebben als thema bijzondere Gooise Vrouwen die woonachtig waren in deze gemeenten in het verleden.[19]
- Per 1 september 2025 wordt de vernieuwde Groene Afslag officieel geopend in een voormalig militair gebouw op het terrein van de Kolonel Palmkazerne in Bussum. Voorheen was die gevestigd in een voormalig militair gebouw in Laren.  [20]